# Valdemar Bjerregaard
Valdemar Bjerregaard (29. juli 1892 i Fredericia – 1. februar 1964) var en dansk officer.
Han var søn af stabssergent C.C. Bjerregaard (død 1941) og hustru Barbara f. Larsen Schjødt (død 1938), blev premierløjtnant 1914, kaptajn 1926 og oberstløjtnant og chef for 11. bataljon 1936. Han var til rådighed for 1. regiment 1939, lærer ved Hærens Officersskole 1930-45 og blev chef for 1. bataljon 1942.
Efter besættelsen blev Bjerregaard generalmajor og chef for Sjællandske Division 1945, chef for Østre Landsdelskommando 1950 og 1957 pensioneret, men stillet til rådighed for Hærkommandoen. Han var formand for Det krigsvidenskabelige Selskab 1945-51, Kommandør af 1. grad af Dannebrogordenen og Dannebrogsmand.
Han blev gift 31. oktober 1937 med Else Koefoed (1. februar 1911 på Frederiksberg – ?), datter af boghandler Asker Koefoed og hustru Elisabeth f. Munck-Kastoft.